# Bongo leśne
Bongo leśne (Tragelaphus eurycerus) – największa spośród afrykańskich leśnych antylop.

## Występowanie
Zamieszkująca afrykańskie lasy tropikalne i góry w Dolinie Konga. Przebywa na terenie do 4300 m n.p.m. Według danych z 2016 roku jest ich 15-25 tys. osobników, a ich populacja ciągle maleje.

## Morfologia

### Wygląd
Wysokość w kłębie 1,1-1,3 m i długość 1,7-2,5 m. Samice ważą 210-235 kg, samce 240-405 kg. Ubarwienie zmienne, forma typowa jest brązowa w białe paski. Samiec ma większe rogi, które jednak występują u obojga płci.

### Rozmnażanie
Ciąża trwa około 9,5-10 miesięcy. Zwykle rodzi się jeden młody osobnik, który osiąga dojrzałość płciową po ok. 800 dniach w przypadku samic oraz ok. 900 dniach w przypadku samców. Świeżo narodzone ciele waży około 20 kg.

### Styl życia
Przeważnie prowadzi nocny tryb życia. Są jedynymi antylopami leśnymi, które tworzą stada złożone z 5 lub 6 osobników. W niewoli żyją zwykle około 21 lat.
Na skutek nadmiernych polowań bongo stało się w ostatnim dziesięcioleciu zdecydowanie rzadkie. Dzieli przestrzeń życiową z okapi leśnym i słoniem leśnym (słoń afrykański).

### Dieta
Żywi się różnego rodzaju roślinami. Mając wybór, preferuje młode liście, które mają wyższą zawartość białka oraz niższą błonnika. Szukają także naturalne lizawki solne. W celu uzyskania soli lub minerałów jedzą również spalone drzewa.

## Hodowanie
Jest trudne w hodowli. W europejskich ogrodach zoologicznych gatunek hodowany rzadko, w Polsce m.in. w opolskim oraz warszawskim zoo.